# Moremi
Moremi ist eine Göttin von großer Schönheit, die von den Yoruba in Ile-Ife (Bundesstaat Osun im Südwesten Nigerias) und einigen umliegenden Städten  verehrt wird, besonders in Offa.

## Legende
Nach der Legende begab sich Moremi zu den übernatürlichen Igbo, um dort das Geheimnis ihrer mysteriösen Kriegsführung und den von ihnen verübten Menschenraub zu lüften. Der König der Igbo verliebte sich in sie, machte sie zu seiner Konkubine und weihte sie in das Geheimnis seiner maskentragenden Krieger ein. Mit der Kenntnis der Verbrennbarkeit der Masken kehrte Moremi nach Ife zurück. Sie musste dort aber erst ihren geliebten einzigen Sohn – Ela oder Oluorogbo – opfern, bevor sie die Einwohner der Stadt darin anweisen konnte, sich beim Angriff der Igbo mit Fackeln zu bewaffnen, um so die aus Raphia bestehenden Maskengewänder der bedrohlichen Igbo verbrennen zu können. Mit dem Sieg über die Igbo wurde Moremi zur Erlöserin ihres Volkes.

## Edi-Fest
In Ile-Ife und einigen Nachbarorten wird Moremi noch heutzutage im Edi-Fest verehrt, indem Moremi von einer Priesterin und die Igbo von den Mitgliedern einer Kultgruppe dargestellt werden. In Offa mussten sich der König und die letzten Anhänger der Tradition damit abfinden, dass muslimische Gläubige die Begehung des Festes nach der Zerstörung des Moremi-Schreines im Jahre 2000 unmöglich machten.

## Parallelen zum Alten Orient
Einheimische Autoren haben schon früh auf Parallelen zwischen der Moremi-Legende und der Miriam-Erzählung des biblischen Exodusbuches hingewiesen (Ex 15,20-21 ). Beachtenswert sind daneben auch Analogien zur altorientalischen Mythologie der Ischtar.

## Bibliographie
- Ademakinwa, J. A., Ife, Cradle of the Yoruba, Lagos 1958.
- Olupona, Jacob K.: City of 201 Gods: Ile-Ife in Time, Space and Imagination, Berkeley 2011.
- Walsh, M.J., "The Edi festival at Ile Ife", African Affairs, 47 (1948), 231-8.